# تابع زتای ددکیند
در ریاضیات، تابع زتای ددکیند (به انگلیسی: Dedekind Zeta Function)، از یک میدان عددی جبری K را اغلب به صورت {\displaystyle \zeta _{K}(s)} نمایش داده که تعمیمی از تابع زتای ریمان است (تابع زتای ریمان از روی تابع زتای ددکیند، هنگامی که K میدان اعداد گویا باشد بدست می آید). این تابع را می توان به صورت سری دیریکله تعریف کرد، توسیع ضرب اویلری داشته، در یک معادله تابعی صدق کرده، روی صفحه مختلط دارای ادامه تحلیلی به تابع مرومورفی است که تنها در s=1 دارای قطب ساده است، و همچنین مقادیرش، داده های حسابی K را در خود گنجانده است. فرضیه توسعه یافته ریمان بیان می دارد که اگر {\displaystyle \zeta _{K}(s)=0} و {\displaystyle 0<Re(s)<1} آنگاه {\displaystyle Re(s)=1}.
تابع زتای ددکیند براساس نام ریچارد ددکیند نامگذاری شده که آن را در اثر خود که مکمل اثر یوهان پتر گوستاف لوژون دیریکله، با عنوان Vorlesungen über Zahlentheorie بود، معرفی نمود.

## ارجاعات
1. ↑  (Narkiewicz 2004، §7.4.1)

مشارکت‌کنندگان ویکی‌پدیا. «Dedekind Zeta Function». در دانشنامهٔ ویکی‌پدیای انگلیسی، بازبینی‌شده در ۲۳ آوریل ۲۰۲۱.